# Flagellazione di Cristo (Piero della Francesca)
La Flagellazione di Cristo è un dipinto, tempera su tavola (58,4×81,5 cm) di Piero della Francesca, realizzato nel 1450 circa e conservato nella Galleria Nazionale delle Marche di Urbino.

## Storia
Niente si sa della commissione o della destinazione originale della tavola, che però all'epoca di Passavanti era ricordata tradizionalmente come dono del Duca Federico da Montefeltro. Non è citata negli inventari di Palazzo Ducale e non entrò mai nell'eredita roveresca, mentre è registrata in un inventario settecentesco del Duomo di Urbino (codice 93 della Biblioteca Universitaria di Urbino).
Nel 1857 Charles Lock Eastlake vide l'opera ma ne rimase deluso per alcuni lineamenti che turbavano il suo gusto classicista (le caviglie "grosse", le narici "larghe", ecc.). Per questo non acquistò l'opera, nonostante ne avesse facilmente facoltà, lasciandola a Urbino. Ne informò però il giovane amico e consulente italiano Giovan Battista Cavalcaselle, che vide l'opera tra il 1860 e il 1861. Fu lui, dopo il 1870, a ordinarne il primo restauro, nel quale lamentò un'"eccessiva pulitura", durante la quale venne forse rimossa la scritta Convenerunt in unum, il vero titolo dell'opera, un'espressione latina tratta dal secondo Salmo, che evoca forse il convegno di personaggi politici o illustri, ritratti in primo piano. La dicitura, tuttora enigmatica, è oggi scomparsa: non si trova più citata nelle fonti dopo il 1863. Non è chiaro nemmeno dove la scritta fosse situata originariamente, se sulla cornice (una perduta cornice dorata, menzionata nell'inventario settecentesco) o in calce sul dipinto, magari sotto le tre figure o in posizione più centrale.
Nel 1916 l'opera venne definitivamente trasferita a Palazzo Ducale.
Il primo critico a scrivere sulla Flagellazione di Piero fu F. Witting nel 1898. Seguirono poi altri quali Adolfo Venturi nel 1911 che ne scrisse in termini estatici, poi Roberto Longhi nel 1913 (Piero dei Franceschi e le origini della pittura veneziana), che ne diede un'originale rilettura attraverso Cézanne, nel quale riscontrava lo stesso "intervallarsi regolare di volumi regolari". Bernard Berenson scrisse che tra tutti i dipinti di Piero la Flagellazione era quello che amava di più, "per la sua mancanza di azione drammatica". 
Il 6 febbraio del 1975 il dipinto, assieme alla Madonna di Senigallia dello stesso autore, venne trafugato dal Palazzo Ducale di Urbino. Entrambe le opere vennero recuperate a Locarno, in Svizzera, il 22 marzo dell'anno successivo.

### Datazione
La datazione del dipinto, come della maggior parte delle opere di Piero della Francesca in generale, è un tema molto controverso e dibattuto dagli storici dell'arte, ed oscilla in un arco di ventotto anni, dal 1444 (Longhi) al 1472 (Battisti). La prima data è oggi in genere scartata, perché il carattere prettamente albertiano dell'architettura o lo si immagina come invenzione di Piero, oppure va collocato a dopo il 1447 (inizio del tempio Malatestiano) o anche il 1457 (tempietto del Santo Sepolcro) o le immediate vicinanze, ipotizzando anche la conoscenza tra Piero e l'Alberti, che avrebbe potuto mostrare studi e disegni in anteprima.
Guido Forte osservò la somiglianza tra il giovane biondo della Flagellazione e un angelo del Battesimo di Cristo, che datava intorno al 1460, quindi una datazione attorno al 1458-1459, proposta dalla maggior parte degli studiosi, sarebbe coerente.
La tavola sarebbe quindi da collocarsi subito dopo il viaggio a Roma, con alcune similitudini nelle architetture di alcuni degli affreschi aretini (Incontro di Salomone e la Regina di Saba e Ritrovamento e verifica della Vera Croce) e in talune fisionomie, come l'evidente ritratto di Giovanni Paleologo nella Vittoria di Costantino su Massenzio e il giovane al centro degli astanti della Flagellazione con il Profeta Geremia. Inoltre la composizione "dicotomica" riecheggia la scena del Sogno di Innocenzo III negli affreschi di Benozzo Gozzoli a Montefalco (terminati nel 1452), dove Piero avrebbe potuto fermarsi all'andata o al ritorno da Roma. L'influsso romano si coglie inoltre in alcuni dati stilistici, come l'affinamento della padronanza prospettica, l'accresciuta monumentalità, l'assimilazione dei modelli antichi.
La datazione tarda, al 1470, si basa soprattutto sull'interpretazione storica della tavoletta: ad esempio vedendo nel gruppo del "convenerunt in unum" un raduno di principi chiamati da Federico da Montefeltro a rifondare una nuova lega dopo il decadimento della Pace di Lodi, un progetto risalente appunto a quegli anni.

## Descrizione

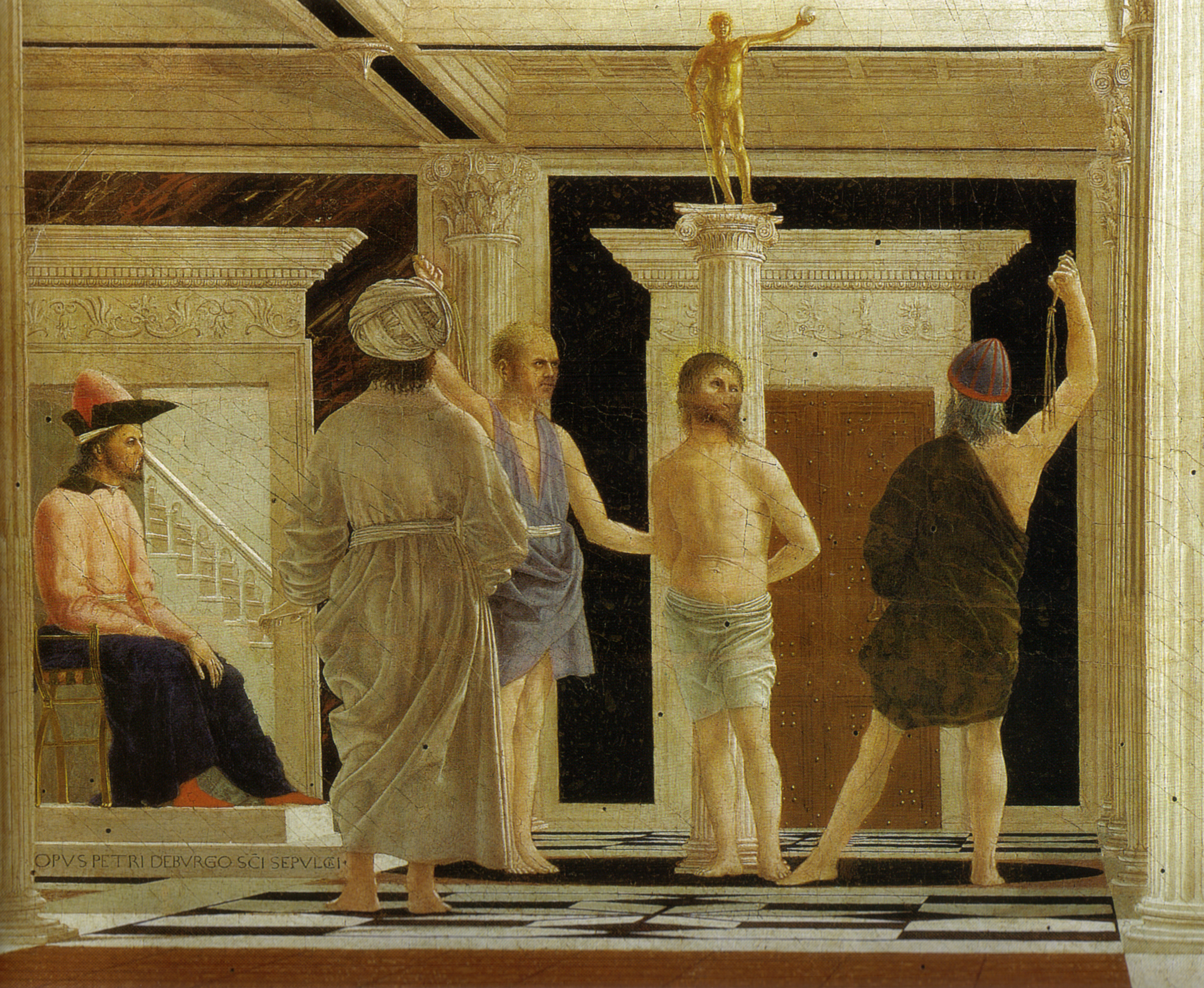
Flagellazione, dettaglio

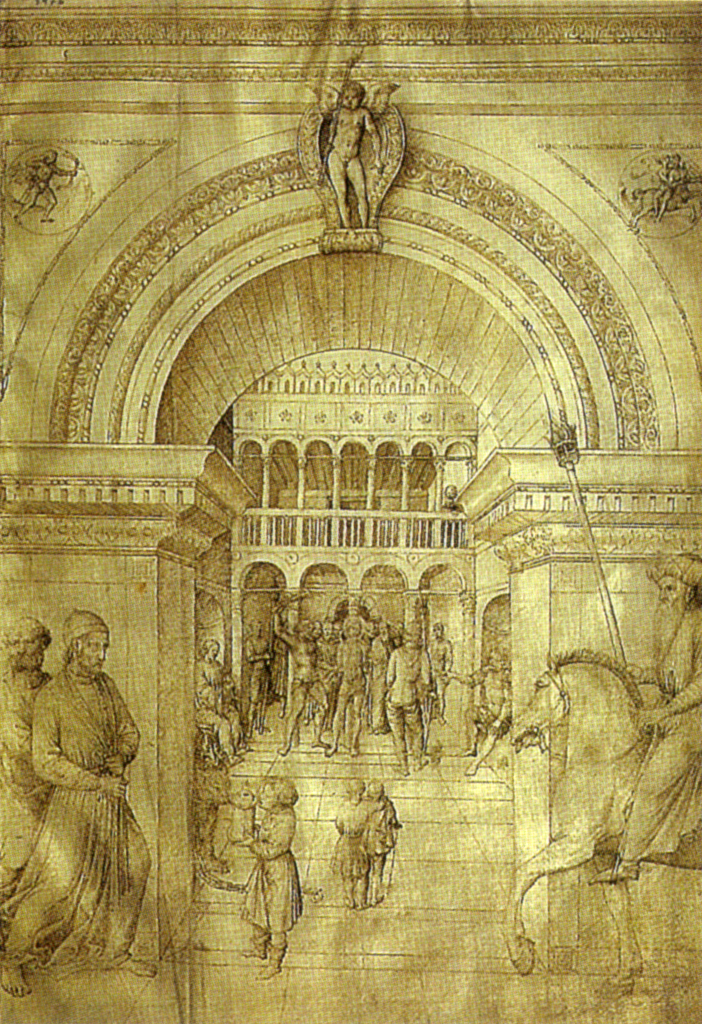
Jacopo Bellini, Flagellazione, Louvre

L'opera è danneggiata da tre lunghe fenditure orizzontali e da alcune cadute di colore. 
La scena mostra la Flagellazione di Cristo, un tema inconsueto come opera a sé stante, facente più spesso parte di predelle o tutt'al più dipinto all'interno di cicli su storie della Passione o della Vita di Gesù in generale. Le uniche altre rappresentazioni di una Flagellazione isolata si hanno tra i disegni al Louvre di Jacopo Bellini o nella tavola alla Pinacoteca di Brera di Luca Signorelli (1475-1480), allievo per altro di Piero. Come modelli Piero aveva potuto vedere lo scomparto di predella della pala trecentesca di scuola senese nel Duomo di Sansepolcro (simile posizione dei flagellatori), che aveva a sua volta come prototipi la scena nel retro della Maestà del Duomo di Siena di Duccio di Buoninsegna o un affresco nella basilica inferiore di Assisi di Pietro Lorenzetti.
Ancora più originale è la composizione della scena, divisa in due parti, con tre figure in primo piano a destra, sullo sfondo di una via cittadina all'aperto, e la flagellazione vera e propria che avviene a sinistra, più distante, al di sotto di un edificio classicheggiante. Due colonne in primo piano inquadrano la scena e, soprattutto quella in posizione semicentrale, fanno da spartiacque con il mondo esterno, regolato da una diversa concezione e illuminazione. Anche nella Flagellazione di Bellini l'evento sacro si svolge in profondità con figure diverse in primo piano, ma in quel caso la scelta sembra del tutto episodica, legata a un capriccio compositivo, senza un diretto rapporto reciproco. Nella Flagellazione di Piero le due aree rettangolari stanno fra loro in rapporto aureo. Delle tre figure a destra, quella centrale è un giovane vestito di rosso, con i piedi scalzi; quello di sinistra è un uomo maturo barbuto, con un cappello alla bizantina (come si vedono anche negli affreschi di Arezzo, derivati dalla visione dei partecipanti al Concilio di Ferrara-Firenze), i calzari da viaggio e un mantello bruno avvolto all'antica, ritratto mentre sembra accennare una richiesta di silenzio per iniziare a parlare; il terzo, a destra, è un uomo in età più avanzata, con la capigliatura rasata e con un sontuoso vestito di broccato azzurro ed oro. La loro posizione è ben individuabile confrontando i riquadri disegnati in prospettiva sul pavimento, tanto che è possibile anche disegnare lo spazio della Flagellazione in pianta e in alzata.
La parte sinistra è ambientata in un edificio aperto posto più in profondità, retto da colonne scanalate classicheggianti, con un sistema di travi ortogonali tra le quali si trovano lacunari con rosette. Il pavimento è finemente decorato da intarsi marmorei, magistralmente scorciati. Dell'edificio si vedono sei "campate", intese come riquadri composti dalla griglia delle travi e del pavimento. Sotto la "campata" centrale della fila di destra si svolge la flagellazione vera e propria, con il Cristo alla colonna martoriato da due individui abbigliati all'antica. Quello di sinistra ha le gambe unite e muove solo il braccio, quello di destra ha una posa plastica con le gambe aperte a compasso. Sulla colonna si trova una statua dorata. Assistono alla scena un uomo col turbante di spalle, e un uomo assiso in trono, simboleggiante Pilato, con la berretta e i calzari rossi che lo rendono identificabile con l'imperatore bizantino Giovanni VIII Paleologo, venuto in Italia per il concilio del 1439, di cui resta un'effigie analoga su una famosa medaglia di Pisanello. Sui gradini del trono si legge la firma dell'autore in lettere capitali romane: OPVS PETRI DE BVRGO S[AN]C[T]I SEPVLCRI. L'uomo di spalle invece di solito rappresenta il consigliere giudeo di Pilato. Dalle radiografie si è scoperto che Piero dedicò particolare cura alla pittura del turbante, disegnato a parte e poi riportato sulla base preparatoria tramite un piccolo cartone su cui eseguì lo spolvero; ciò farebbe pensare alla volontà di rappresentare con precisione il copricapo, magari ripreso dalle descrizioni dei turchi ottomani, ai quali si potrebbe riferire il personaggio stesso.
L'architettura rigorosa della tavola permette di comprendere i rapporti spaziali e di proporzioni tra le due metà. Sullo sfondo si trovano due portali: quello di destra, che si trova dietro Cristo, è chiuso da un portone con borchie metalliche; quello di sinistra, dietro l'uomo seduto, è aperto e mostra una scalinata con balaustra.

### Lo sfondo

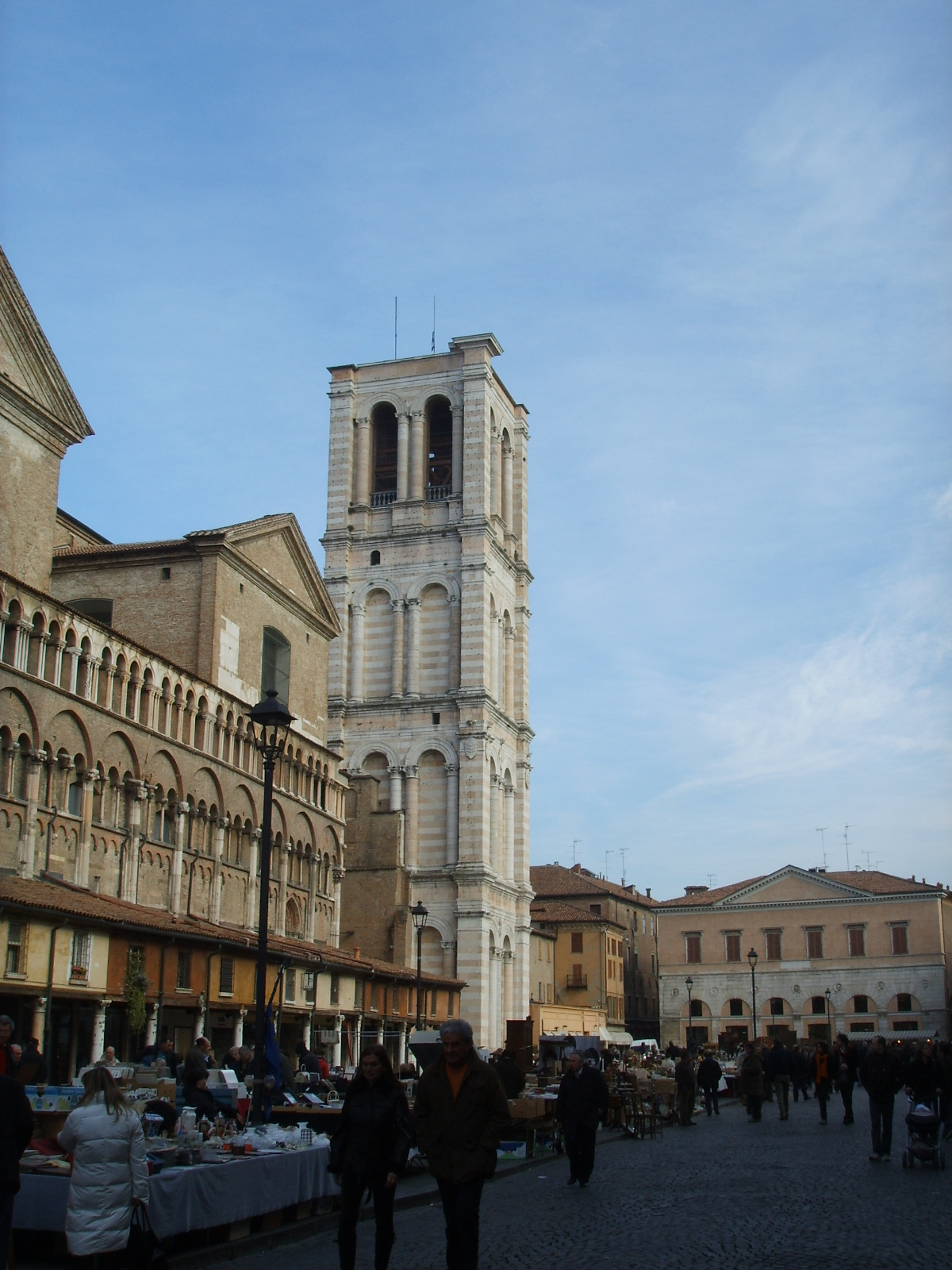
Il campanile del Duomo di Ferrara.

La parte destra è ambientata in una sorta di piazza all'aperto, lastricata in grandi riquadri di cotto incorniciati da una griglia in pietra bianca. L'edificio della Flagellazione proietta una scura ombra sul pavimento dietro le figure in primo piano, interrotta dopo sei riquadri del pavimento, da una nuova zona illuminata (in corrispondenza col vano della scala). Sulla parte destra, dietro ai personaggi, in decimo piano si vede un elegante palazzo con il tetto in forte aggetto e una torre, entrambi non ricostruibili esattamente perché in parte coperti dai tre uomini. Si ritiene normalmente che siano edifici di stile italiano, di epoca trecentesca o quattrocentesca, destinati a rappresentare uno scenario contemporaneo a Piero. Tuttavia, Silvia Ronchey ha avanzato l'ipotesi che la torre sia una citazione del progetto originario del campanile del Duomo di Ferrara, attribuito a Leon Battista Alberti. 
Più indietro, la scena è chiusa da una parete con due ampie fasce decorate da girali vegetali policrome, con una decorazione in opus scutulatum romano, un motivo che si trova anche nell'affresco dell'Annunciazione di Arezzo. Dietro la parete si leva un alto albero, forse un lauro, che fa pensare a un giardino recintato e, più prosaicamente, incornicia la testa del giovane al centro del gruppo in primo piano, evidenziandone poderosamente il ritratto. In alto splende un cielo cristallino che, come è tipico nelle opere di Piero, si schiarisce verso l'orizzonte ed è punteggiato da nubi con la caratteristica ombreggiatura a cuscinetto cilindrico.

### La luce
Particolarmente complessa è la luminosità. Le parti esterne ricevono luce da sinistra verso destra, come si vede bene sulle figure in primo piano e sugli edifici all'estrema destra. La parte al coperto invece riceve la luce per "osmosi" dalle aperture: dal davanti nella prima campata (si veda l'ombra sul pavimento) e da destra verso sinistra nella parte centrale dell'edificio (Cristo, la colonna, la statua dorata, l'imperatore e i gradini del trono, l'ombra sul primo portale).
A queste fonti di luce, a parte la situazione a parte della stanza della scalinata, si aggiunge una terza fonte, che fa brillare il soffitto della campata centrale (molto evidenti sono le ombre delle travi attigue), e che si trova all'incirca all'altezza del gomito dello sgherro di destra, anche se sembra emanare dal Cristo stesso, pur senza riguardare né lui né le figure dei flagellatori; investe invece l'uomo col turbante, come rivela la parete luminosa della sua veste altrimenti in ombra, il soffitto, come si è detto, e i riflessi sulle borchie del portale chiuso. La posizione esatta del punto di luce può essere calcolata grazie alle ombre delle travature, che forniscono esattamente tra piani intersecabili (ombra della trave centrale parallela allo sfondo, ombre sui cassettoni della fila sinistra e ombre trasversali sul primo riquadro al centro). Anche la figura dell'imperatore è esclusa da questa luce: è un modo per indicare la sua estraneità alla vicenda che si svolge sotto i suoi occhi, come è anche ribadito dai colori della sua veste, intonati puntualmente a quelli degli abiti dei tre astanti e che niente hanno a che fare con i più tenui accordi della scena della flagellazione, basata sul roseo candore del corpo di Cristo e sui riflessi argentei del personaggio di spalle.
La complessità della luce produce un'illusione di capovolgimento, che provoca una "vertigine metafisica". Lo scarto luminoso tra le due parti del dipinto potrebbe essere dovuto a una volontà di rimarcare il regno divino della parte destra (Lavin), oppure quale evento archetipo, fuori da qualsiasi realtà storica (Gouma-Peterson).

### Questioni matematiche
(Kenneth Clark, Piero della Francesca. Tutta l'opera, Venezia 1970)

Schema del rettangolo di √2 corrispondente al formato della tavola

Schema della determinazione dell'altezza dell'orizzonte e del punto di fuga

La Flagellazione è uno dei migliori esempi, nell'arte di Piero, di sintesi tra naturalezza e rigore matematico.
La tavoletta è impostata tridimensionalmente secondo accurate leggi geometrico-matematiche, che testimoniano l'interesse di Piero sull'argomento e la sua volontà di pervadere l'opera di simbolismo matematico. La corrispondenza più evidente è l'uso del rapporto aureo nel proporzionare le due metà del dipinto, quella in primo piano e quella del pretorio (il luogo dove Cristo venne flagellato), oppure nell'elaborato disegno del pavimento di marmo, perfettamente scorciato in prospettiva.
Altri collegamenti tra le figure e gli spazi escludono che il nesso tra le due metà sia casuale. Ad esempio la linea di fuga della trave della copertura del pretorio, se prolungata, taglia la testa di Cristo e riemerge nella fuga della fascia del pavimento sotto i piedi del primo astante di sinistra. Specularmente, la linea del cornicione del palazzo rosato taglia la testa del giovinetto e va a finire parallela alla gamba dell'aguzzino di destra.
Lo studio più completo sulle implicazioni geometrico-matematiche della Flagellazione è quello di Carter e Wittkower del 1953, che identificarono in certi amici di Piero dei circoli platonici le fonti degli arcani matematici della composizione, quali Nicola Cusano e Leon Battista Alberti, oltre alla traduzione latina di Archimede.
Gli studiosi decifrarono il pavimento della scena, ricreandolo in pianta e calcolando la distanza ideale dell'occhio dell'osservatore. Scoprirono che la posizione dello spettatore rispetto ai tre astanti ricalca quella del personaggio di spalle rispetto alla flagellazione, proiettando l'osservatore dentro il quadro stesso.
Piero probabilmente si avvalse di uno sviluppo in pianta e in alzato del dipinto, come si era soliti fare per le costruzioni architettoniche reali. Nei calcoli usò un modulo, come dimostrato un anno prima da Kenneth Clark, che corrisponde a 4,699 cm, un quinto di quello proposto anni dopo dal suo conterraneo Luca Pacioli nel De divina proportione. Il modulo è rappresentato nella striscia di marmo scuro sopra la testa dell'uomo barbuto in primo piano: il dipinto intero misura 7x10 di questa unità, mentre la colonna centrale (spostata di mezza unità dal centro esatto), misura 4x0,5 unità.
Le misurazioni hanno dimostrato che ricorre la medesima distanza tra le tre figure in primo piano, il livello della colonna centrale, la colonna di Cristo e la parete dello sfondo. Le relazioni spaziali tra le figure generano quindi una simmetria non immediatamente percepibile a un'osservazione frettolosa, e i due gruppi principali (i tre astanti e Cristo tra i due flagellatori) si appoggiano su due quadrati del pavimento di stesse dimensioni, che si controbilanciano.
Il fulcro visivo della costruzione è il cerchio nero schiacciato in prospettiva che sta sotto a Cristo ed ha la colonna al centro. Il quadrato che lo inscrive nel pavimento riecheggia il grande problema della quadratura del cerchio, uno dei problemi classici della geometria antica, a cui lo stesso Piero si dedicò, in età avanzata, nel Libellus de quinque corporibus regularibus. La posizione di Cristo coincide infatti con la sua proposta di punto di quadratura, ed è una testimonianza matematica della sua natura divina.
Dagli studi e dai calcoli sulla prospettiva da parte di alcuni studiosi, è emerso che la tavola è stata realizzata utilizzando la proprietà del birapporto in più punti di vista prospettici, che tengono conto del movimento dell’osservatore che, avvicinandosi, mette a fuoco cerchi visivi e relative aree della tavola sempre più piccole.
Sono state riscontrate sempre più evidenti relazioni tra la tecnica prospettica messa in atto, da Piero della Francesca, in questa tavola e i contenuti del suo trattato De prospectiva pingendi, la cui edizione critica fondamentale è quella a cura di Giusta Nicco-Fasola

## Interpretazione

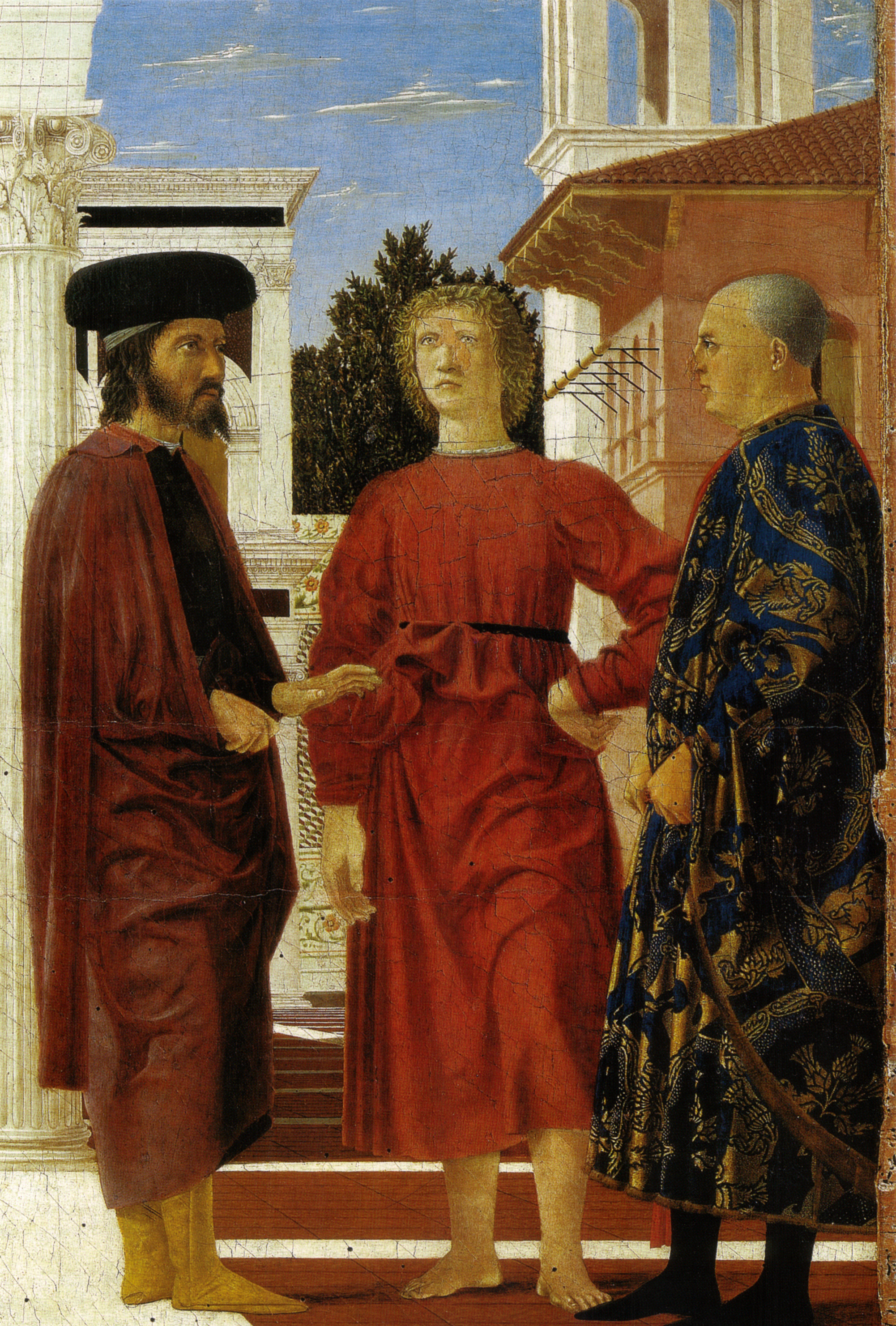
I tre astanti, dettaglio

Il punto da cui partono tutte le proposte di interpretazione è il gruppo delle tre figure a destra mentre Cristo viene frustato, il perché della loro preminenza ed il rapporto che esse hanno con la flagellazione vera e propria e i personaggi a sinistra.
La presenza di figure di dimensioni relativamente grandi in primo piano non era nuova nel Rinascimento e veniva realizzata sfruttando le leggi prospettiche, a differenza delle proporzioni gerarchiche dell'arte medievale. Di solito le figure in primo piano assumevano il ruolo di commentatori, testimoni o di mediatori tra lo spettatore e l'evento rappresentato.
Le interpretazioni più antiche e tradizionali si dividono essenzialmente in due linee, tuttora diffuse anche nella letteratura scientifica. La prima è l'interpretazione storico-dinastica delle tre figure, legata ai Montefeltro, ai loro alleati politici; la seconda è l'interpretazione allegorica, legata all'esegesi biblica ed alla speculazione teologica. Secondo una recente interpretazione i tre potrebbero rappresentare il passato, il presente e il futuro; oppure le tre età dell’uomo; o ancora tre diverse visioni del mondo.

### Interpretazioni dinastiche
La figura cruciale del dipinto è il giovane biondo al centro del gruppo degli astanti, che è girato verso lo spettatore, in posizione preminente, e trasmette un parallelismo con la figura di Cristo retrostante: entrambi sono al centro dei rispettivi gruppi ed hanno pose molto simili, soprattutto di piedi e mani; inoltre sono equidistanti dalla colonna centrale.
L'interpretazione classica, suffragata dalla menzione nell'inventario settecentesco del Duomo di Urbino e avvalorata, tra gli altri, da Roberto Longhi, vede nel dipinto una celebrazione dinastica dei Montefeltro e/o la commemorazione di Oddantonio, il fratellastro e predecessore di Federico, ucciso appena diciassettenne in una congiura il 22 luglio 1444. Oddantonio è indicato come la figura centrale, il giovane biondo che è posto in parallelo col Cristo flagellato, che simboleggerebbe quindi il suo sacrificio (Venturi 1954-1965). La morte di Oddantonio, in quanto vittima innocente, verrebbe così assimilata alla Passione di Cristo.
Questa interpretazione si basa su elementi piuttosto vacui, che non giustificano il senso complessivo del quadro. Inoltre, la figura di Oddantonio in quegli anni non fu certo ritenuta moralmente tanto irreprensibile da giustificare un simile paragone, che anzi sarebbe apparso alquanto sacrilego: lo stesso Federico da Montefeltro era salito al potere proprio per l'eliminazione fisica di Oddantonio, per cui il suo sacrificio era ritenuto in un certo qual modo "necessario". Mario Salmi ha sottolineato come l'impianto escluda un parallelismo tra il Cristo e un tiranno come Oddantonio, mentre Kenneth Clark ha sottolineato come i personaggi laterali non sembrino affatto due iniqui consiglieri.
Le interpretazioni dei due personaggi laterali sono più complesse e spesso si accavallano: si va dallo stesso Federico (a destra) e il suo primo figlio legittimo Guidobaldo; oppure i due consiglieri Manfredo del Pio da Cesena e Tommaso di Guido dell'Agnello, responsabili della morte di Oddantonio a causa della loro politica impopolare che condusse alla congiura (Siebenhürer, 1954); o ancora sarebbero due notabili delle famiglie responsabili della morte di Oddantonio, i Serafini e i Ricciarelli. Altri vi scorgono due principi, uno bizantino e uno occidentale (Battisti, 1971), magari Guidantonio da Montefeltro, padre di Oddantonio e di Federico, o Francesco Sforza o Filippo Maria Visconti (a destra), e Giovanni VIII Paleologo o un ambasciatore bizantino (a sinistra).
Per Carlo Ginzburg il dipinto rappresenterebbe l'invito rivolto a Federico da Montefeltro a partecipare alla crociata antiturca dal cardinal Giovanni Bessarione e dall'umanista Giovanni Bacci (tra l'altro committente di Piero negli affreschi di Arezzo), mentre il giovane biondo e assorto al centro rappresenterebbe Bonconte II da Montefeltro, amatissimo figlio naturale di Federico, legittimato nel 1458 e morto di peste alla fine di luglio del 1458 a Sarno, nel regno di Napoli; in questo modo le pene del Cristo sarebbero assimilate sia ai bizantini oppressi dagli ottomani sia alla morte di Bonconte.
Oppure il giovane al centro potrebbe essere l'altro figlio di Federico, Guidobaldo da Montefeltro, affiancato a destra da Ottaviano Ubaldini della Carda, consigliere e tesoriere del duca (Turchini, 1983). Marilyn Aronberg Lavin dell'Università di Princeton ha ipotizzato nel 1968 che Ottaviano fosse il committente del dipinto, destinato alla sua Cappella del Perdono nel palazzo Ducale. Ottaviano sarebbe quindi, in vesti di astrologo, l'uomo barbuto, mentre a destra si troverebbe il suo fraterno amico Ludovico II Gonzaga, marchese di Mantova; al centro, il giovane rappresenterebbe il ritratto congiunto di Bernardino, unico figlio di Ottaviano, morto di peste poco dopo Bonconte, mentre dal regno di Napoli tornava ad Urbino, e di Vangelista, figlio adottivo di Ludovico divenuto storpio per una malattia.
Un’interpretazione sinottica, che va oltre le molteplici finora pubblicate, non coerenti fra loro, ma tutte con una loro logica, parte dal presupposto che Piero, abbia utilizzato una geniale strategia iconografica che inducesse diversi significati sovrapposti, similmente ai quattro significati: letterale, allegorico, morale e anagogico citati nel Convivio, codificati da Dante per la Divina Commedia. Piero della Francesca, essendo matematico, ha utilizzato i simboli figurativi come simboli algebrici, la Flagellazione costituirebbe così un algoritmo ad infinite possibili soluzioni.

### Interpretazioni teologiche
Il secondo filone interpretativo è quello che esclude la storicità delle figure rappresentate, che sarebbero invece da intendersi come figure bibliche, o simboli e allegorie. Ad esempio si è ipotizzato che siano semplicemente tre sommi sacerdoti che, nel timore di sporcarsi le mani, rifiutano di entrare nel pretorio dove Cristo è flagellato.
Per Mario Salmi (1979) il giovane biondo sarebbe il "giusto universale", nominato da Cristo a Pilato nel Vangelo di Matteo, oppure il Paracleto, o Spirito Santo consolatore, che sarebbe il doppio del Cristo, secondo un'interpretazione legata ad alcuni versi del Vangelo di Giovanni.
Più semplicemente la figura al centro sarebbe un angelo con ai lati la Chiesa latina e la Chiesa ortodossa, la cui divisione sulla questione teologica della processione dello Spirito Santo soltanto dal Padre, come sostengono gli ortodossi, o anche dal Figlio, come sostengono i cattolici romani, produrrebbe le sofferenze del Cristianesimo.
Oppure le tre figure sul proscenio sarebbero le personificazioni di ebraismo, paganesimo greco e eresia platonica occidentale. O ancora una figura angelica tra ebrei e gentili, oppure tra i re e i principi (De Tolnay, 1963).
Secondo gli studiosi Charles Hope e Paul Taylor, le tre figure in primo piano starebbero discutendo del rilascio di Barabba e, in quest'ottica, sarebbero, partendo da sinistra, un funzionario romano, rappresentante di Pilato; Barabba stesso (con i piedi nudi) e, a destra, un rappresentante della comunità ebraica, corpulento e riccamente vestito.
Altre interpretazioni più complesse coinvolgono letture esoteriche ed escatologiche, come quella di Carlo Bertelli (1952), secondo cui il supplizio avverrebbe al centro della Terra, Gerusalemme, e i tre personaggi, in posizione eccentrica, sarebbero i tipi dell'umanità intera: l'arabo, il greco e il latino.

### Interpretazioni storiche

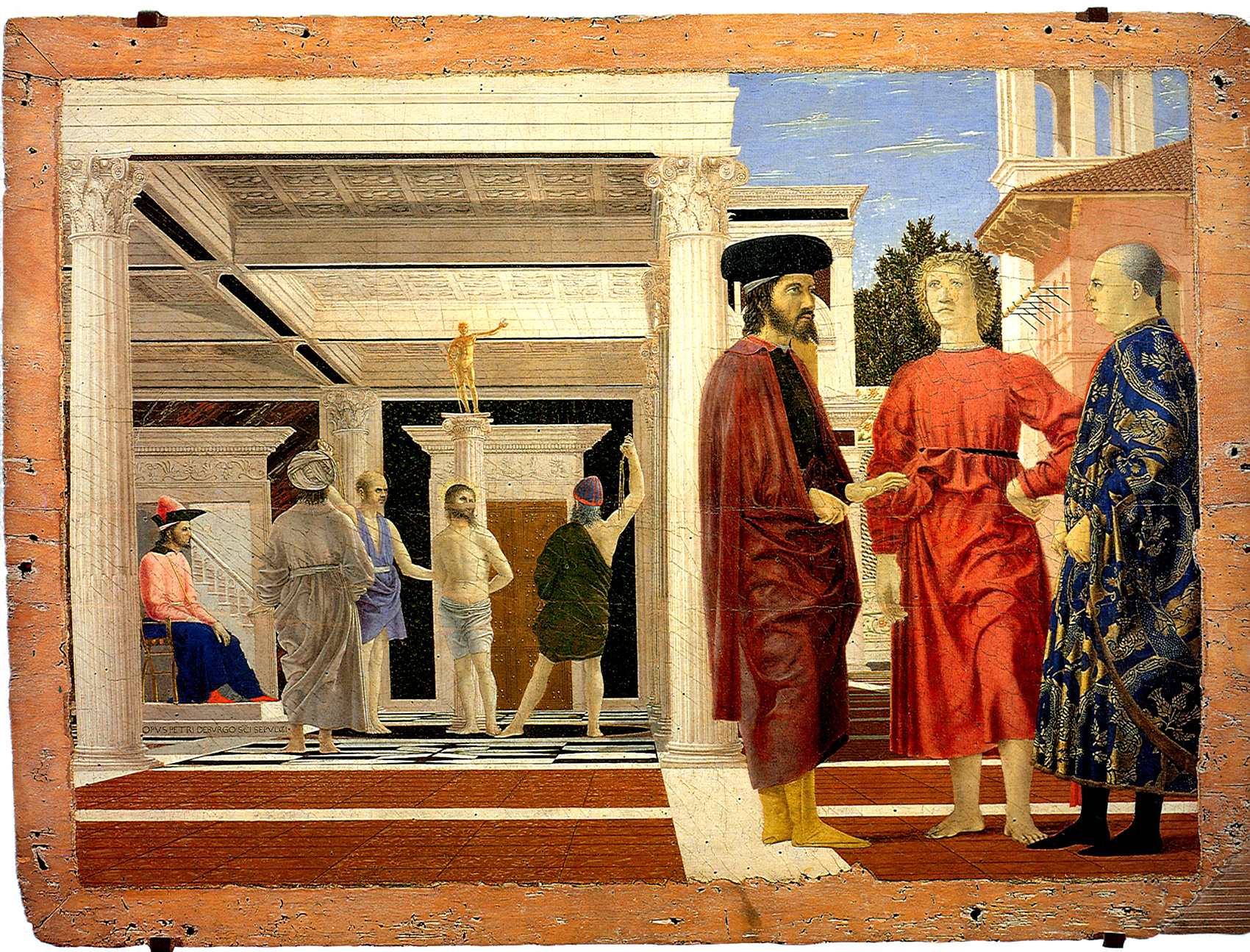
Il dipinto come si presenta oggi sulla tavola priva di cornice.

Nel 1950, davanti all'impasse interpretativa sulla tavola della Flagellazione, lo studioso inglese Kenneth Clark aprì una nuova strada, quella storico-localista, legata agli avvenimenti storici dell'epoca, in particolare alla presa di Costantinopoli (1453) ed ai preparativi della successiva crociata anti-ottomana voluta fortemente da Pio II e mai partita.
Clark si rese conto che verso il 1450 l'argomento Bisanzio e il suo salvataggio era al centro dei piani politici degli stati italiani. Interpretò il personaggio barbuto come un sapiente greco, e il gruppo dei tre correlato alla flagellazione come allusione alle difficoltà della Chiesa e del Cristianesimo all'indomani della caduta di Costantinopoli nel 1453 e ai progetti di crociata discussi nel concilio di Mantova del 1459.
La sua idea venne sviluppata dall'americana Thalia Gouma-Peterson e poi, in maniera più ampia, da Carlo Ginzburg, come si è detto sopra, che identificò nell'uomo vestito alla greca il cardinale Giovanni Bessarione (ritratto circa trentenne e non ancora cardinale), ipotizzando nell'altra figura a destra Giovanni Bacci, committente degli affreschi di Arezzo e, secondo lui, anche di quest'opera che sarebbe poi stata donata a Federico da Montefeltro per convincerlo a finanziare la crociata anti-turca. Interpretò lo spazio della flagellazione come un riferimento incrociato alle città sante di Gerusalemme-Roma-Costantinopoli, con la statua che rappresenterebbe Costantino, già presente a Bisanzio e a Roma, davanti al palazzo del Laterano e la scala come la "Scala Pilatii", cioè la Scala Santa del Laterano, che all'epoca veniva chiamata in quel modo probabilmente per un travisamento dell'originale nome di Scala Palatii (cioè del palazzo). Ginzburg però non riuscì a trovare solidi riscontri della sua tesi, soprattutto non trovò alcun valido documento di una relazione tra il Bacci e Bessarione.
A conclusioni più sistematiche e documentate è arrivata Silvia Ronchey (2006) che, sulla base di confronti iconografici e di indagini storiche, ha identificato tutte le otto figure della Flagellazione come una trasposizione del messaggio politico di Giovanni Bessarione, il delegato bizantino che aprì il Concilio di Ferrara e Firenze del 1438-1439 per la riunificazione delle chiese orientali e occidentali. Il Cristo flagellato rappresenterebbe tanto la lontana Costantinopoli (come testimonia la colonna con la statua dorata del Costantino-Apollo-Heliòs che si trovava nell'antico foro costantinopolitano, che allude anche alla reliquia della colonna della flagellazione già nella capitale bizantina.), che allora era assediata dagli ottomani (il cui sultano sarebbe l'uomo col turbante di spalle, scalzo perché in attesa dei calzari del basileus), quanto in senso più ampio la cristianità intera. In Ponzio Pilato è evidente la rappresentazione dell'Imperatore bizantino Giovanni VIII Paleologo seduto, con calzature color porpora, che solo gli Imperatori bizantini potevano portare. Le tre figure sulla destra rappresenterebbero da sinistra, Bessarione, il fratello dell'Imperatore bizantino, Tommaso Paleologo (scalzo perché ancora non imperatore e quindi non poteva indossare i calzari di porpora dei Basileus) e Niccolò III d'Este, padrone di casa del concilio. Quando Piero della Francesca dipinse la tavola erano probabilmente già passati 20 anni dai fatti del concilio e Costantinopoli era stata presa dagli ottomani. Papa Pio II Piccolomini su suggerimento del Bessarione allora aveva promosso una crociata, al cui appello però risposero ben pochi. Ecco, la tavola di Piero della Francesca ritrarrebbe esattamente il momento di discussione di questo secondo intervento (parte destra) storicamente avvenuto in occasione di una riunione chiamata Concilio di Mantova (ecco un possibile senso per la frase convenerunt in unum), alla luce della memoria del Concilio di Ferrara-Firenze di vent'anni prima (parte sinistra).

### Interpretazioni eccentriche
Esistono poi interpretazioni che non rientrano strettamente in un filone, o comunque divergono sostanzialmente da quelle degli altri studiosi. Tra queste si annoverano esempi illustri, come Ernst Gombrich che vi ha letto il pentimento di Giuda, oppure John Pope-Hennessy che si pose la domanda "Whose flagellation?" (la flagellazione di chi?) arrivando a optare eccentricamente per quella di San Girolamo.
Esiste anche un'interpretazione cosmografica, secondo cui tutti i personaggi rappresentano ognuno un pianeta del sistema solare, Cristo/Sole costituisce l‘asse di rotazione e il centro del sistema secondo una disposizione eliocentrica, si tratterebbe quindi di un’anticipazione della teoria formulata definitivamente, in termini astronomici, successivamente da Copernico, che aveva studiato astronomia in Italia e che fu anche pittore. Di universo infinito e rotazione terrestre già si disquisiva, nella cerchia dei filosofi neoplatonici, nel periodo del Concilio di Firenze del 1439 (periodo in cui Piero della Francesca era a Firenze); in particolare Nicola Cusano sviluppa un ampio ragionamento sul tema nel suo De docta ignorantia (scritto tra il 1439-1440 pubblicato postumo nel 1488):  “il mondo non ha un centro e un limite esterno, come riteneva Aristotele, ma il suo centro è dappertutto e la sua circonferenza in nessun luogo,…la Terra non è il centro del mondo, non è perfettamente sferica, non è fatta di una sostanza differente da quella degli astri; e si muove, ma di un movimento non perfettamente circolare”.
L'estrema complessità della composizione spaziale ha inoltre fatto ipotizzare che si trattasse di credenziale, una prova del talento dell'artista che andava a proporsi nelle varie corti.
Esiste poi un filone "scettico", di chi ha negato la presenza di un significato particolare nella tavola: lo scrittore Aldous Huxley in The Best Picture scrisse che la Flagellazione sembrava nient'altro che "un esperimento di composizione, [...] così strano e così vincente in partenza che non rimpiangiamo l'assenza di significato drammatico". Il filone ha esponenti celebri, come Gilbert e Toesca, che parlarono di semplice giustapposizione tra le due parti, senza nesso.

## Stile
La forza straordinaria dell'arte di Piero sta nella ricchezza e la stratificazioni di significati, chiavi di lettura e rapporti geometrico-matematici, che riguardano tanto le costruzioni architettoniche che le figure e la loro collocazione spaziale. Roberto Longhi parlò di "sogno matematico", dove le figure umane acquistano un valore particolarmente enigmatico. Protagonisti dell'opera sono l'architettura e la luce.
Il colore terso e dagli accordi delicati è impregnato di quest'ultima, secondo lo stile della "pittura di luce" che apprese probabilmente da Domenico Veneziano e da una lettura aggiornata di Masaccio, come dimostra la pienezza delle forme, che vengono modellate dalla luce stessa fino ad assumere valore plastico.
Quanto più la rappresentazione guadagna però in astrazione, tanto più la forma perde in movimento, dando alla scena una fissità atemporale: la realtà del fatto particolare coincide con la totalità del reale, il tempo coincide con lo spazio ed è pertanto dato una volta per sempre.
Il risultato espressivo è l'impersonalità, l'assenza di emozioni, la calma solenne nella dignitosa severità manifestata dai personaggi rappresentati: "e tuttavia non esiste Flagellazione più emozionante della sua, quantunque su nessun volto si scorga un'espressione in rapporto con l'avvenimento; anzi, quasi a rendere il fatto più severamente impersonale, Piero introdusse nel meraviglioso dipinto tre maestose figure in primo piano, impassibili come macigni" (Berenson).

## Retaggio

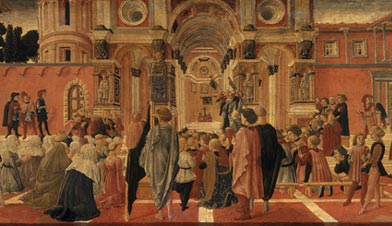
Francesco di Giorgio, Predica di san Bernardino (1458-1460), Walker Art Gallery, Liverpool

La visibilità della Flagellazione prima del XIX secolo è una materia piuttosto oscura e l'opera non sembrerebbe aver attirato, nei contemporanei, un'attenzione encomiastica e letteraria, nonostante l'originalità della forma, la virtuosa applicazione della prospettiva e l'ostentazione della conoscenza matematica.
Una certa eco nel modellato dei panneggi e nella riproposizione di particolari si ha comunque nello stendardo dell'Oratorio di San Giovanni (Galleria nazionale delle Marche), databile al 1470 circa e forse riferibile all'attività giovanile di Giovanni Santi. Più intensa fu la suggestione su Bartolomeo della Gatta, che ripropose la complessa inquadratura multiprospettiva e multidirezionale nel Martirio di sant'Agata delle miniature dell'antifonario D.6 del Duomo di Urbino (1477-1479). Una citazione della figura di spalle "solidamente piantata su caviglie robuste e piedi nudi saldi come ventose" (Emanuela Daffra), con un analogo panneggio della veste grigia, si trova nella predella con la Predica di san Bernardino di Francesco di Giorgio (1458-1460 circa) alla Walker Art Gallery di Liverpool, dove anche il pavimento ricorda Piero e c'è pure un personaggio con mazzocchio ripreso dall'Incontro tra Salomone e la Regina di Saba degli affreschi aretini.
L'identificazione di Oddantonio con il giovane biondo al centro ha dato luogo al ritratto postumo del 1578 circa, già nella galleria di personalità nel Castello di Ambras, attribuito all'Urbino il Giovane, pittore urbinate.